# Kungslax
Kungslax (Oncorhynchus tshawytscha) är en fiskart som först beskrevs av Johann Julius Walbaum 1792. Kungslax ingår i släktet Oncorhynchus och familjen laxfiskar. Arten har ej påträffats i Sverige. Inga underarter finns listade i Catalogue of Life.
Det vetenskapliga namnet för släktet är sammansatt av de grekiska orden för nagel och nos/tryne. Artepitet är trivialnamnet för fisken i Kamtjatka.

## Utbredning
Arten förekommer i norra Stilla havet och i angränsande bihav. För att fortplanta sig simmar den upp i angränsande floder i östra Ryssland, Japan (Hokkaido) och Nordamerika (från Kalifornien till Alaska).
Kungslaxen introducerades bland annat vid de Stora sjöarna i USA och i Nya Zeeland. Där arten inte är inhemsk påverkar den ekosystemet ofta negativt.

## Utseende
Kungslaxen blir vanligen 91,4 cm lång och 13,6 kg tung. Stora exemplar når en längd av upp till 147,3 cm och en vikt av 61,4 kg. Utanför parningstiden har arten en blågrön rygg, silverfärgade kroppssidor och en vitaktig buk. På ovansidan och på fenorna förekommer många svarta fläckar. Under parningstiden utvecklas hos båda könen en röd skugga på kroppen som är tydligast hos hanarna.
Ungar har en avvikande färgsättning med flera mörka ovala och upprättstående märken på bålens sidor.

## Ekologi
Arten vistas i havet nära kusten eller simmar till djupa regioner utanför fastlandssockeln. Liksom flera andra laxfiskar simmar kungslaxen till vattendraget där den föddes. Det är snabbflytande floder eller bäckar med en vattentemperatur av 14 °C eller kallare.
Unga kungslaxar äter plankton, vattenlevande insekter, grodyngel och kräftdjur. I havet utgörs födan av olika mindre fiskar, bläckfiskar, kräftdjur och annan zooplankton. Vuxna individer som vandrar till sina fortplantningsområden fastar.